# شونگ، اتریش
شونگ (به آلمانی: Schönegg) یک منطقهٔ مسکونی در اتریش است که در ناحیه رورباخ واقع شده‌است. شونگ ۱۰ کیلومتر مربع مساحت دارد ۸۵۲ متر بالاتر از سطح دریا واقع شده‌است.